# Emir Avdic
Emir Avdic, född 24 mars 2000, är en svensk fotbollsspelare som spelar för Lindome GIF. 

## Karriär
Emir Avdic moderklubb är Östers IF. Som 17-åring begick han sin tävlingsdebut för klubben, då han hoppade in i 0-0-matchen i Superettans näst sista omgång mot IF Brommapojkarna den 30 oktober 2017.
Efter fyra framträdanden säsongen 2018 och ett enda inhopp 2019 meddelade Östers IF sommaren 2019 att man lånar ut Avdic till Oskarshamns AIK i Division 1 Södra för resten av säsongen. Mittfältaren hade då även hunnit med en kort sväng i samarbetsklubben Räppe GoIF, för vilka han medverkat i en match under våren.
I mars 2020 lämnade Avdic Östers IF efter 14 år i klubben och gick till Räppe GoIF, där han spelade föregående år på lån.
Den 16 februari 2023 blev Avdic klar för Husqvarna FF. Inför säsongen 2024 blev Avdic klar för Tvååkers IF i Ettan Södra. Inför säsongen 2025 gick han till division 2-klubben Lindome GIF.

## Karriärstatistik
| Klubb                 | Säsong             | Liga                       | Liga    | Liga | Nationell cup | Nationell cup | Totalt  | Totalt |
| Klubb                 | Säsong             | Division                   | Matcher | Mål  | Matcher       | Mål           | Matcher | Mål    |
| --------------------- | ------------------ | -------------------------- | ------- | ---- | ------------- | ------------- | ------- | ------ |
| Östers IF             | 2017               | Superettan                 | 2       | 0    | 0             | 0             | 2       | 0      |
| Östers IF             | 2018               | Superettan                 | 4       | 0    | 1             | 0             | 5       | 0      |
| Östers IF             | 2019               | Superettan                 | 1       | 0    | 0             | 0             | 1       | 0      |
| Östers IF             | Totalt             | Totalt                     | 7       | 0    | 1             | 0             | 8       | 0      |
| Räppe GoIF (lån)      | 2019               | Division 2 Östra Götaland  | 1       | 0    | 0             | 0             | 1       | 0      |
| Oskarshamns AIK (lån) | 2019               | Division 1 Södra           | 9       | 1    | 1             | 0             | 10      | 1      |
| Räppe GoIF            | 2020               | Division 2 Östra Götaland  | 13      | 5    | 1             | 0             | 14      | 5      |
| Räppe GoIF            | 2021               | Division 2 Södra Götaland  | 26      | 4    | 2             | 0             | 28      | 4      |
| Räppe GoIF            | 2022               | Division 2 Södra Götaland  | 23      | 0    | 1             | 0             | 24      | 0      |
| Räppe GoIF            | Totalt             | Totalt                     | 62      | 9    | 4             | 0             | 66      | 9      |
| Husqvarna FF          | 2023               | Division 2 Västra Götaland | 25      | 2    | 2             | 0             | 27      | 2      |
| Tvååkers IF           | 2024               | Ettan Södra                | 13      | 0    | 2             | 0             | 15      | 0      |
| Lindome GIF           | 2025               | Division 2 Västra Götaland | 4       | 0    | 0             | 0             | 4       | 0      |
| Totalt i karriären    | Totalt i karriären | Totalt i karriären         | 121     | 12   | 10            | 0             | 131     | 12     |